# Honey Mix
Honey Mix（ハニーミックス）は、日本の音楽プロデューサーである。ミキシング、マスタリング、サウンドデザインを中心に活動し、音楽制作の幅広い分野で実績を持つ。

## 概要
- 音楽制作におけるミキシングやマスタリングの技術に精通し、サウンドデザインやプロデュース業務を手がける音楽家として知られる。自身の音楽作品のみならず、多数のアーティストや企業とのコラボレーションを通じて、幅広いサウンドプロダクションを展開している。
- 制作スタイルの特徴は、音楽的な音響処理とクリエイティブなサウンドアプローチである。また、次世代クリエイターの育成にも力を入れており、音楽講座やワークショップを通じて教育活動にも取り組んでいる。

## 来歴
- 2023年9月23日：YouTube上での音楽活動を開始し、独自のサウンドスタイルを確立。
- 2023年11月4日：ミキシング、マスタリングを専門に音楽制作業務を本格化。
- 2023年12月17日：音楽プロデューサーとして、複数のアーティストの楽曲制作やゴーストプロデュースを手掛ける。

## 活動内容
- ミキシング・マスタリング：多くの音源の高品質な音作りを担当し、アーティストや企業からの依頼を受けている。
- サウンドデザイン：広告動画、ゲーム、アプリケーションなど、幅広いジャンルのサウンド制作に携わる。
- 総合プロデュース：アーティストのプロデュースや音楽教室「Melody Labo」など、音楽制作を総合的に支援する活動も展開。

## ディスコグラフィ

### アルバム
| タイトル | 発売日         | 備考                                               | 出典  |
| -------- | -------------- | -------------------------------------------------- | ----- |
| VIBE     | 2024年12月12日 | インストゥルメンタル・シングルのセルフプロデュース | [ 1 ] |

### 配信限定シングル
| 発売日         | タイトル                             |       |
| -------------- | ------------------------------------ | ----- |
| 2023年9月24日  | Dance on air with me                 | [ 2 ] |
| 2023年10月25日 | Dance on air with me(10-minute ver.) | [ 3 ] |
| 2023年12月31日 | Jingle Bell Rock (Remix)             | [ 4 ] |
| 2024年3月28日  | Passionate (Remix)                   | [ 5 ] |
| 2024年6月26日  | Just My Type (Remix)                 | [ 6 ] |
| 2024年9月29日  | LEGEND!!! (INSTRUMENTAL)             | [ 7 ] |
| 2024年11月4日  | Sleep(3D Audio Remix)                | [ 8 ] |
| 2024年12月12日 | VIBE                                 | [ 9 ] |